# 东萨默维尔站
东萨默维尔站（英語：East Somerville station）是波士顿轻轨绿线位于马萨诸塞州萨默维尔市东南部的车站。该无障碍车站设有一座岛式站台和两股铁轨，停靠绿线梅德福支线。车站于2022年12月12日开放，是绿线延伸项目的一部分。
该位置早期曾设有铁路车站。19世纪中期，波士顿洛厄尔铁路在牛奶街（英語：Milk Row）设立车站，后于19世纪80年代改为普罗斯佩克特山站。此后，该站由继任者波士顿缅因铁路运营，直至1927年停用。20世纪期间，曾多次提出绿线延伸计划，其中大多数方案都将华盛顿街设为中间车站之一。2008年，规划中曾考虑在布里克博特姆社区单独设立车站，但最终被否决。至2011年，原计划中的华盛顿街车站被更名为布里克博特姆站。
2012年，马萨诸塞湾交通局同意在2017年前建成并开放车站，并于2013年授予施工合同。然而由于项目成本上升，2015年对绿线延伸工程的全面重新评估。2016年公布了缩减后的车站设计方案，并在同年晚些时候将车站更名为东萨默维尔站。车站设计与施工合同于2017年签署，并于2020年初动工，于2021年底基本完工。

## 车站结构

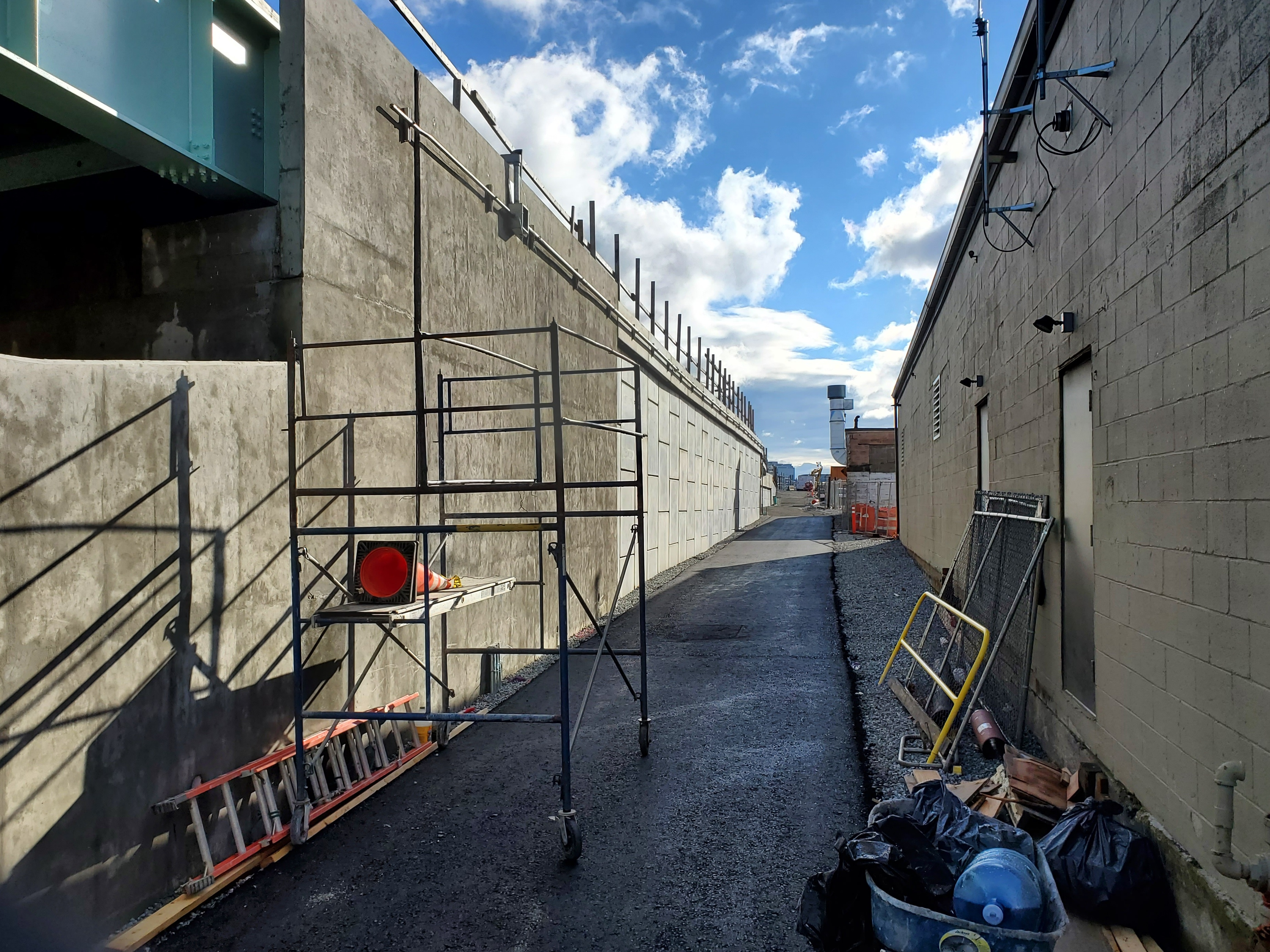
2021年，建设中的华盛顿街坡道

东萨默维尔站位于萨默维尔市东南部，东北侧为东萨默维尔社区，东南侧为内带区，南侧为布里克博特姆，西侧为联合广场。车站位于一段铁路路堤上，距离华盛顿街以南约500英尺（150），距离麦格拉斯公路以东约700英尺（210）。轨道在车站呈南北走向，两条轨道共用一座岛式站台。洛厄尔线轨道在车站附近自东侧接近轻轨轨道，并在北侧与之平行。萨默维尔社区步道沿轨道西侧穿过车站区域。
车站的岛式站台长225英尺（69），宽20英尺（6.1），位于绿线轨道之间，车站被雨棚完全覆盖。站台高度为8英寸（200），以满足当前轻轨车辆的无障碍登车需求，并可提升至14英寸（360），以适应未来的9型和10型列车无障碍登车需求。此外，站台预留延长至300英尺（91）的空间。:12.1-5车站的入口位于站台南端的一个小广场处，跨越南行轨道。华盛顿街东向人行道设有斜坡，连接至轨道层入口广场，并与社区步道相连。
入口广场设有一座踏行·停车自行车停放笼，可容纳52辆自行车，另配有20个自行车架。入口南侧、售票机后方的两条轨道之间设有一座小型设备用房。站台北端设有通往社区步道的紧急出口。车站入口处设置了纳德尔·特赫拉尼（英語：Nader Tehrani）创作的铝泡沫雕塑作品《Domino Frame, In Tension》。
| G 街道/站台层 | 南行               | 往希思街 （莱希米尔）          |
| G 街道/站台层 | 岛式月台，左侧开门 |                                |
| G 街道/站台层 | 北行               | 往梅德福/塔夫茨 （吉尔曼广场） |